# Даглас (острво)
Даглас (острво) (енгл. Douglas Island) је острво САД које припада савезној држави Аљаска. Површина острва износи 199 км². Према попису из 2000. на острву је живело 5297 становника. Острво Даглас (Deishú Áakʼw) је плимно острво и део града и општине Џуно, западно од центра Џуноа и источно од Адмиралског острва. Од копна Џуно је одвојен Гастино каналом и садржи заједнице Даглас и Западни Џуно.

## Историја
Острво Даглас је именовао по Џону Дагласу, бискупу од Солсберија, капетан Џорџ Ванкувер. Јосеф Витби је током Ванкуверове експедиције, био први који га је видео 1794. године. Године 1886. људи су почели да путују на острво Даглас да би се населили у близини рудника злата Тредвел у развоју. До 1902, заједница острва Даглас је нарасла на популацију од преко 2800 становника, пошто су предузећа, школе и домови почели да се развијају упоредо са ширењем оближњег рудника злата. Након што је Гастино канал поплавио рударске тунеле Тредвел 1917. године, многи становници су били приморани да се преселе, што је довело до сталног смањења становништва Дагласа све до касних 1930-их.
Мост Џуно-Даглас, који је први пут изграђен 1935. године, повезао је острво Даглас са Западним Џуноом. Године 1970. заједнице Дагласа и Џуноа су се удружиле да би формирале град и општину Џуно. Мост Џуно-Даглас је касније обновљен 1980. године како би обезбедио пут са по две супротне траке и да би се омогућио саобраћај за возила и пешаке.

## Географија
Карактеристике острва укључују остатке рудника злата Тредвел, Сенди плажу, једину пешчану плажу у области Џуно (направљену од јаловине рудника), скијашко подручје, позориште и Јавну библиотеку. Као плимно острво, Даглас је повезан са копном на свом северном крају када је осека на каналу Гастино. Током осеке, острво Даглас је повезано са подручјем Џуноових језера Твин, Међународним аеродромом Џуно као и другим локацијама.
Дагласов мост, мост који прелази Гастино канал, повезује центар Џуноа са острвом Даглас. Првобитни мост је изграђен 1935. Садашњи мост је завршен 1980. године.
Даглас чине две области: центар Дагласа (укључујући Западни Џуно), који садржи луку Даглас, Сенди Плаже, руднике, библиотеку, основну школу Гастино, позориште, бензинску пумпу, неколико барова и ресторана и мост за Џуно; и Северни Даглас, које садржи резервоаре, скијалиште и хелиодром.
Острво има копнену површину од 199,25 км2 и има 5.297 становника према попису становништва Сједињених Држава из 2000. године, а више од половине становништва острва живи у самом Дагласу. Део је града и општине Џуно. Највиша тачка острва, планина Бен Стјуарт, названа је у част Бенџамина Д. Стјуарта (1878–1976), раног градоначелника Џуноа.

## Галерија
- Лука Даглас. Острво Мејфлауер, у средини десно, станица је америчке обалске страже. Планина Џуно је у позадини.
- Слика острва Даглас, Франка Ла Роша око 1897. године.
- Рударске операције у руднику злата Тредвел на острву Даглас, око 1900.
- Мост са острва Даглас
- Насеље Даглас